# Miroslav Jakeš
Miroslav Jakeš (* 29. března 1951 Havlíčkův Brod) je český polární cestovatel a průvodce. Vystudoval strojní fakultu ČVUT. Pracoval jako dělník u vrtných souprav, úředník v Kovohutích a v ČSA, prodavač vysavačů a jako noční hlídač na stavbě. Také pracoval jako turistický průvodce v Africe. V současnosti je průvodcem, pořádá expedice do extrémních oblastí.
V roce 1982 se stal držitelem československého zimního výškového rekordu, když spolu s polárníkem Jaroslavem Pavlíčkem vystoupil na hoře Čo Oju do výšky 6500 metrů nad mořem. O dva roky později přešel s první expedicí Grónsko. Dalšími členy expedice byli Jaroslav Pavlíček a Vladimír Weigner. Jako první Čech vystoupil sólově v zimě roku 1986 na Aconcaguu, nejvyšší horu Jižní Ameriky. Téměř zahynul při sestupu, když sestupoval s poraněnou nohou. Na začátku roku 1989 se podílel na založení polární stanice Eco-Nelson v Antarktidě na Nelsonově ostrově, o tři roky později se stal na dva měsíce členem expedice ICE-SAIL.
Roku 1993 jako první Čech došel na lyžích na severní pól. O tři roky později vedl na pól první ryze českou expedicí, v níž putoval s Oldřichem Bubákem a Vilémem Rudolfem. Nejvíce oceňovaným se stal jeho sólový přechod Grónska z východu na západ uskutečněný v roce 1996 bez jakéhokoli spojení a cizí pomoci. Severní pól k roku 2011 dobyl desetkrát, k roku 2016 osmnáctkrát.